# 全国スポーツ祭典
全国スポーツ祭典（ぜんこくすぽーつさいてん）は、2年に1度開催されるスポーツの総合競技大会。新日本スポーツ連盟および同連盟加盟団体などが主催。開催地や開催地教育委員会などが後援する。

## 概説
- 新日本スポーツ連盟設立より2年前の1963年（昭和38年）に「全国青年スポーツ祭典」として始まり、第8回まで毎年開催された。第9回に改称し、2年に1度の開催となった。
- 2018年から2019年にかけて第32回大会が開催された後、2020年から2021年にかけて予定されていた第33回大会は新型コロナウイルス感染症の世界的流行に伴い開催が中止された。続く大会は改めて第34回大会とされ、2022年の10月から11月を中心に、2022年9月から2023年4月にかけて16競技種目が岡山県や高知県を中心に開催された[1]。なお、陸上競技は国立競技場、水泳競技は東京辰巳国際水泳場と、いずれも東京都内で開催された。
- 都道府県の予選大会がある種目、予選なしで出場できるオープン種目、気軽に参加できる交流種目などがある。
- 全国スポーツ祭典が開かれない年は、全国競技大会（競技ごとの選手権大会）が開催されている。
- 大会の競技レベルとしては、「日本全国から選手が集まって多数の競技か開催される総合スポーツ大会」として対比可能な日本スポーツ協会（旧日本体育協会）が実施する国民体育大会（国体）と比較すると総じて低い[注 1]。また、同大会を通じた選手や関係者間の交流や、スポーツ権や平和を目指す活動が積極的に行われている。
- 新日本スポーツ連盟は日本共産党との関係が強く、同党中央委員会機関紙の「しんぶん赤旗」でも全国スポーツ祭典の紹介がなされ[2]、大会実施時には同党のスポーツ後援会が選手や関係者の激励を行っている[注 2][3]。一方、大会自体は政治信条とは関係なく全ての参加者に開かれており、スポーツ庁や大会開催自治体から後援されている。

## 実施競技
以下の各種目のうち、第34回大会で行われた種目には「◎」を付記する（一部のみ実施を含む）。
- ◎水泳（男女計35種目、年齢区分＝個人種目15、リレー5）
- ◎テニス（一般の部＝男女別シングルス・男女別ダブルス・混合ダブルス、壮年の部＝男子シングルス(2006年12月末現在で45歳以上対象)）
- ◎バスケットボール（男女別）
- ◎軟式野球（男女不問）
- ◎ウォーキング
- ◎陸上競技

一般男子…100m、200m、400m、1500m、5000m、10000m、400メートルリレー走《4×100メートルリレー》、1600メートルリレー走《4×400メートルリレー》、走高跳、走幅跳、三段跳、砲丸投
中学（男女別）…100m、1500m、走幅跳、砲丸投
壮年男子…100m、1500m、5000m
一般女子…100m、200m、400m、800m、1500m、5000m、400メートルリレー走《4×100メートルリレー》、走高跳、走幅跳、砲丸投
オープン種目（男女別）…100m、5000m）※一般は高校生含む
- ◎バドミントン（男女別シングルス1部・2部、男女別ダブルス1部・2部・シニア部、混合ダブルス1部・2部・シニア部）※シニア部＝試合当日に40歳以上、ダブルスは合計年齢85歳以上。
- ◎バレーボール（男女別6人制）
- ミックスバレーボール（男女混合、男子1名以上3名以下）
- ゴルフ（男女不問）
- ◎ソフトボール（男女別）
- ◎サッカー（男女不問）
- 登山
- ◎卓球（団体戦＝一般・ベテラン(55歳以上)、個人戦＝一般(年齢制限なし)・A（35～45歳）・B(45～49歳)・C(50～54歳)・D(55～59歳)・E(60～64歳)・F(65～69歳)・G(70～74歳)・H(75～79歳)・I(80歳以上)、いずれも男女別）
- 新春マラソン（全国10ヵ所で実施）
- ◎スキー（スノーボードの部も新設）（大回転(2本滑走合計タイム)・複合競技(回転1本と模擬スーパーG1本の合計タイム)、男子＝入門・ジュニア(中学生まで)・1部(35歳未満)・2部(35～44歳)・3部(45～54歳)・4部(55～59歳)・5部(60歳以上)、女子＝入門・ジュニア(中学生まで)・1部(30歳未満)・2部(30～40歳)・3部(41歳以上)）
- ◎ハイキング
- ◎空手演武